# Минаев, Григорий Иванович
Минаев Григорий Иванович (род. 18 февраля 1929 года) — бригадир горнорабочих очистного забоя на шахте «Анжерская», Герой Социалистического Труда.

## Биография
Родился 18 февраля 1929 г. в с. Кочуково Омской области. Образование неполное среднее. Окончил 7 классов, школу фабрично-заводского обучения. С 1949—1955 гг. — горнорабочий; 1955—1996 гг. — бригадир горнорабочих очистного забоя на шахте «Анжерская». В 1971 году присвоено звание Героя Социалистического Труда. Занесён в книгу Почета «Летопись борьбы трудящихся Кузбасса за коммунизм». Удостоен звания «Заслуженный шахтёр РСФСР», полный кавалер знака «Шахтёрская слава». Депутат Кемеровского областного Совета депутатов трудящихся XIII—XVI созывов. Делегат XXV съезда КПСС. В 2007 году присвоено звание «Почётный гражданин Кемеровской области».